# Rey de Reyes (2001)
Rey de Reyes 2001 fue la quinta edición del torneo de Reyes Rey de la lucha libre profesional y el espectáculo, promovido por Asistencia Asesoría y Administración (AAA). El evento tuvo lugar el 30 de marzo de 2001 en el Centro de Convenciones de Ciudad Madero, Tamaulipas, México. El torneo Rey de Reyes consistió en una ronda semifinal de las cuatro eliminatorias de cuatro hombres y una final con los ganadores de cada una de las semifinales frente a frente en un partido de eliminación hasta que solo un hombre se mantuvo. La final del torneo de 2001 Rey de Reyes enfrentó a La Parka Jr., Latin Lover, Abismo Negro y Heavy Metal uno contra el otro. No se sabe si el espectáculo ofrecido partidos adicionales más allá de los cinco partidos del torneo.

## Resultados
- La Parka derrotó a Electroshock, Pirata Morgan y a Perro Aguayo Jr. en una lucha semifinal por el Rey de Reyes 2001
- Latin Lover derrotó a El Hijo del Solitario, El Cibernético y a El Cobarde en una lucha semifinal por Rey de Reyes 2001
- Abismo Negro derrotó a El Texano, Oscar Sevilla y a Héctor Garza en una lucha semifinal por el Rey de Reyes 2001
- Heavy Metal derrotó a Espectro Jr., Blue Demon Jr. y a Pimpinela Escarlata en una lucha semifinal por el Rey de Reyes 2001
- La Parka derrotó a Latin Lover, Abismo Negro y a Heavy Metal
  - Convirtiéndose en el Rey de Reyes 2001